# اوبرازتسوویه
اوبرازتسوویه (به لاتین: Obraztsovoye) یک منطقهٔ مسکونی در روسیه است که در آدیغیه واقع شده‌است.